# Vlag van Vaals

Vlag van de gemeente Vaals

De vlag van Vaals is op 11 maart 1963 vastgesteld als de gemeentelijke vlag van de Limburgse gemeente Vaals. De vlag wordt als volgt beschreven:
een rechthoekige witte vlag, waarop in het midden een dubbelstaartige rode leeuw met gele tong en klauwen is afgebeeld en aan boven- en onderzijde een smalle rode baan loopt.
De vlag is afkomstig uit het schildje in het gemeentewapen. Dit schildje is het wapen van 's Hertogenrade.

## Verwante afbeeldingen

Wapen van Vaals
Wapen van Herzogenrath

Beek 
· Beekdaelen 
· Beesel 
· Bergen 
· Brunssum 
· Echt-Susteren 
· Eijsden-Margraten 
· Gennep 
· Gulpen-Wittem 
· Heerlen 
· Horst aan de Maas 
· Kerkrade 
· Landgraaf 
· Leudal 
· Maasgouw 
· Maastricht 
· Meerssen 
· Mook en Middelaar 
· Nederweert 
· Peel en Maas 
· Roerdalen 
· Roermond 
· Simpelveld 
· Sittard-Geleen 
· Stein 
· Vaals 
· Valkenburg aan de Geul 
· Venlo 
· Venray 
· Voerendaal 
· Weert